# Cropia
Cropia is een geslacht van vlinders van de familie Uilen (Noctuidae), uit de onderfamilie Hadeninae.

## Soorten
- C. albiclava Draudt, 1925
- C. aleuca Hampson, 1908
- C. carnitincta Hampson, 1908
- C. cedica Cramer, 1782
- C. connecta Smith, 1894
- C. consonens Dyar, 1910
- C. europs Dyar, 1910
- C. fuscoviridis Dognin, 1909
- C. hadenoides Walker, 1857
- C. impressionata Dyar, 1919
- C. indigna Walker, 1857
- C. infusa Walker, 1857
- C. isidora Dyar, 1910
- C. leucodonta Hampson, 1911
- C. maudaea Dyar, 1919
- C. minthe Druce, 1889
- C. perfusa Dyar, 1910

- C. phila Druce, 1889
- C. philosopha Schaus, 1911
- C. plumbicincta Hampson, 1908
- C. poliomera Jones, 1908
- C. ruthaea Dyar, 1910
- C. sigrida Schaus, 1933
- C. subapicalis (Walker, 1857)
- C. submarginalis Schaus, 1911
- C. templada (Schaus, 1906)
- C. tessellata (Sepp, 1848)